# ウィロー
『ウィロー』（Willow、W・I・L・L・O・Wと表記されることがある）は、1988年のアメリカ合衆国のファンタジー映画。ロン・ハワード監督、ジョージ・ルーカス原案。「モーフィング」の技術が初めて使われた作品である。
現在日本においては、劇場公開の配給権をウォルト・ディズニー・ジャパン（ウォルト・ディズニー・ピクチャーズ）が、映像ソフトの販売権をウォルト・ディズニー・ジャパン（ウォルト・ディズニー・スタジオ・ホーム・エンターテイメント）が、テレビ放映権をウォルト・ディズニー・ジャパン（ディズニー・チャンネル）がそれぞれ担当している。

## ストーリー
小人族の農夫兼見習い魔術師ウィローは、川を流れてきた人間の赤ん坊を拾ってしまう。赤ん坊を人間の世界に送り返す役目を村人から押し付けられたウィローは故郷の村を後に旅に出る。途中、荒くれ者マッドマーティガンや騒がしい妖精コンビを仲間に加え、ウィローたちの旅は邪悪な魔女から世界を救う戦いへと巻き込まれていく。

## キャスト
| 役名               | 俳優                       | 日本語吹替                                                            | 日本語吹替                                 |
| 役名               | 俳優                       | ソフト版                                                              | TBS版                                      |
| ------------------ | -------------------------- | --------------------------------------------------------------------- | ------------------------------------------ |
| ウィロー           | ワーウィック・デイヴィス   | 富山敬                                                                | 三ツ矢雄二                                 |
| マッドマーティガン | ヴァル・キルマー           | 谷口節                                                                | 安原義人                                   |
| ソーシャ           | ジョアンヌ・ウォーリー     | 高島雅羅                                                              | 深見梨加                                   |
| バヴモーダ女王     | ジーン・マーシュ           | 高橋和枝                                                              | 沢田敏子                                   |
| フィン・ラゼール   | パトリシア・ヘイズ         | 京田尚子                                                              | 竹口安芸子                                 |
| アルドウィン長老   | ビリー・バーティ           | 辻村真人                                                              | 山野史人                                   |
| ケール将軍         | パット・ローチ             | 中庸助                                                                | 銀河万丈                                   |
| アーク             | ギャヴァン・オハーリー     | 有本欽隆                                                              | 荒川太郎                                   |
| ミーゴッシュ       | デヴィッド・スタインバーグ | 秋元羊介                                                              |                                            |
| ヴォンカー         | フィル・フォンダカーロ     | 笹岡繁蔵                                                              |                                            |
| バーグルカット     | マーク・ノースオーヴァー   | 島香裕                                                                |                                            |
| ロール             | ケヴィン・ポラック         | 田口昂                                                                | 島田敏                                     |
| フランジーン       | リック・オーヴァートン     | 石丸博也                                                              | 中村雄一                                   |
| シャーリンドリア   | マリア・ホルヴォー         |                                                                       |                                            |
| カーヤ             | ジュリー・ピータース       | 滝沢久美子                                                            |                                            |
| ラノン             | マーク・ヴァンデ・ブレイク | 折笠愛                                                                |                                            |
| ミムズ             | ドーン・ダウニング         | 神代知衣                                                              |                                            |
| 役不明又はその他   |                            | 巴菁子 岡のりこ 小室正幸 小野健一 鈴木勝美 広瀬正志 加藤正之 伊井篤史 | 吉田美保 大谷育江 矢島晶子 鈴木勝美 中博史 |
|                    |                            |                                                                       |                                            |
| 翻訳               |                            | 山田ユキ                                                              | 徐賀世子                                   |
| 演出               |                            | 小山悟                                                                | 蕨南勝之                                   |
| 調整               |                            | 熊倉亨                                                                |                                            |
| 制作               |                            |                                                                       | 東北新社 TBS                               |
| 初回放送           |                            |                                                                       | 1996年1月2日 『新春特別ロードショー』      |

## スタッフ
- 視覚効果：ティペット・スタジオ、インダストリアル・ライト&マジック

## 評価
レビュー・アグリゲーターのRotten Tomatoesでは59件のレビューで支持率は53%、平均点は5.90/10となった。Metacriticでは12件のレビューを基に加重平均値が47/100となった。

## 小説
- 『ウィロー』（ウェイランド・ドルー著、黒丸尚訳、ハヤカワ文庫、1988年）

## 続編
本作から20年後を舞台とした同名の続編ドラマが2022年11月から2023年1月11日までDisney+独占で1シーズン全8話が配信された。
Deadlineは本ドラマシリーズがシーズン1で打ち切りになったと2023年3月15日に報じた。しかし、本ドラマのショウランナーやルーカスフィルムはこの報道を否定していだが、後述の出来事により、やはり正式に打ち切られたことが明らかになった。
2023年5月、ウォルト・ディズニー・カンパニーは動画配信事業における赤字を削減するため、一部作品の配信を今後取り止めることを表明。同月に配信打ち切り予定作品のリストが社内に公開され、本作品もその対象に入っていることが報じられた。その後、同月26日以降に対象作品が一斉削除された。これにより、独占配信だったドラマ版は最終話公開から約半年で視聴する手段が失われた。